# Paul Friedrich Schröder
Paul Friedrich Schröder (* 24. April 1869 in Wolfenbüttel; † 21. Februar 1921 in Eisenach) war ein deutscher Journalist und Schriftsteller.

## Leben
Als Sohn eines Kaufmanns geboren, studierte Schröder nach dem Besuch der Bürgerschule und der Nikolaischule in Leipzig Geschichte, Literatur und Alte Sprachen in München und Leipzig. Während seines Studiums war er 1890 Gründungsmitglied der Burschenschaft Suevia Leipzig. Bereits als Student veröffentlichte er in der Leipziger Gerichtszeitung, der Zeitschrift Moderne Dichtung und in Von Haus zu Haus.
Da er nach seinem Studium schlechte Chancen im Lehrerberuf sah, wurde er Journalist. 1893 wurde er Leiter der Oberschlesischen Gerichtszeitung in Ratibor und war ab 1899 bei der Glatzer Zeitung. 1902 wechselte er nach Breslau zum Breslauer Generalanzeiger, 1903 zur Frankfurter Oderzeitung und wurde 1905 bis 1907 in Chemnitz Chefredakteur der Neuesten Nachrichten. 1908 zog er nach Hirschberg in Schlesien und war ab 1909 in Eisenach, wo er Chefredakteur und Hauptschriftleiter der Eisenacher Zeitung wurde, in der er auch Theaterkritiken veröffentlichte. Im Eisenacher Stadttheater wurden viele seiner Stücke uraufgeführt.

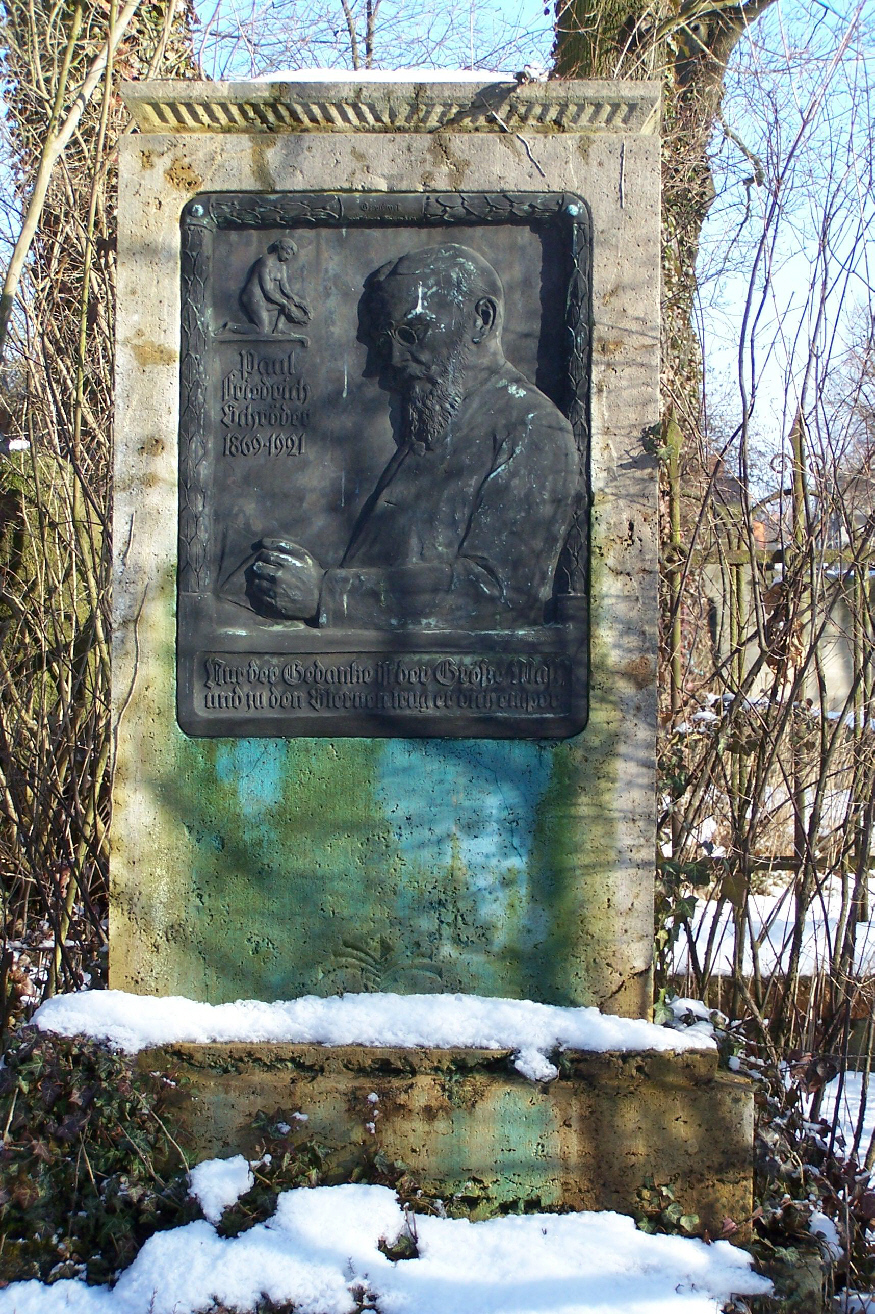
Ehrengrab in Eisenach

Die Stadt Eisenach stiftete ihm ein Ehrengrab auf dem Hauptfriedhof.

## Veröffentlichungen (Auswahl)
- Ein unbedeutender Mensch.
- Zwergkönig Laurin. Bozen 1897.
- Graf Götzen. Vaterländisches Bühnenstück. Glatz 1902. Uraufführung in Glatz.
- Die Hexe von Glatz. Glatz 1902.
- Sankt Michaels Schwert. Dramatische Dichtung in 5 Aufzügen. Leipzig 1915.
- König Etzels Hochzeit. Drama in 4 Aufzügen. Eisenach 1917.
- Luther. Berlin 1917.